# MIME
MIME (Multipurpose Internet Mail Extension) je proširenje SMTP protokola koje omogućava prijenos non-ASCII sadržaja u e-mail poruci. Omogućava e-mail poruci da sadrži više objekata u jednom tijelu, tekst bez ograničenja u dužini linija i ukupnoj dužini, skup karaktera različit od ASCII, različite fontove, binarne datoteke i multimedijalne poruke (slike, audio, video). Možemo ga zamisliti kao skup funkcija za konverziju ne-ASCII podataka u ASCII i obrnuto.